# 12240 Дросте-Хюльсгофф
12240 Дросте-Хюльсгофф  (12240 Droste-Hülshoff) — астероїд головного поясу, відкритий 13 серпня 1988 року.
Тіссеранів параметр щодо Юпітера — 3,525.